# 501st Infantry Regiment (Stati Uniti d'America)
Il 501º Reggimento di Fanteria è un reggimento aviotrasportato dell'Esercito degli Stati Uniti.